# 郵輪樂逍遙

## 邮轮乐逍遥
邮轮乐逍遥 是英国真人电视连续剧，于2016年3月3日在独立电视公司上首次亮相。 由休·邦纳维尔（ Hugh Bonneville）作为旁白。该电视连续剧系列展示邮轮的幕后工作，包括烹饪、洗衣、工程维修及航行等。
香港電視廣播有限公司曾外购此系列节目，并于明珠台及MyTV SUPER进行播放。

## 前言
该节目每周播出一次，以皇家级游轮上的工作人员视角，解释他们在船上的工作及生活；工作范围包括：厨房、客户服务处、舰桥、花房等。

## 系列概述
| 系列( 名 ）                | 集数 | 开始播放时间  | 结束播放时间  | 主要拍摄地点/海域  | 拍摄邮轮              |
| -------------------------- | ---- | ------------- | ------------- | ------------------ | --------------------- |
| 1                          | 3    | 2016年3月3日  | 2016年4月7日  | 波罗的海           | 帝王公主号            |
| 2( 航行地中海 )            | 6    | 2017年1月12日 | 2017年2月10日 | 地中海             | 帝王公主号            |
| 3( 航行加勒比海及阿拉斯加) | 6    | 2018年1月11日 | 2018年2月15日 | 加勒比海及阿拉斯加 | 帝王公主号&星辰公主号 |
| 4                          | 3    | 2018年3月1日  | 2018年3月15日 | 太平洋             | 盛世公主号            |